# Release (The Tension)
Release (The Tension) è una canzone registrata e pubblicata dalla cantante Patti LaBelle come singolo attraverso l'etichetta Epic nel 1980. È una canzone del quarto album solista di LaBelle, Released. È stata scritta e prodotta dal famoso musicista funk di New Orleans Allen Toussaint. Il singolo non è riuscito a raggiungere la Billboard Hot 100 e ha a malapena raggiunto le classifiche R&B dove ha raggiunto il sessantunesimo posto mentre ha raggiunto il quarantottesimo posto nella classifica dei singoli Dance. Ha avuto un grande successo a livello internazionale raggiungendo la top 20 delle classifiche olandesi. Come risultato di quel successo, LaBelle promosse la canzone alla televisione olandese nell'autunno di quell'anno.